# Schünemannhaus

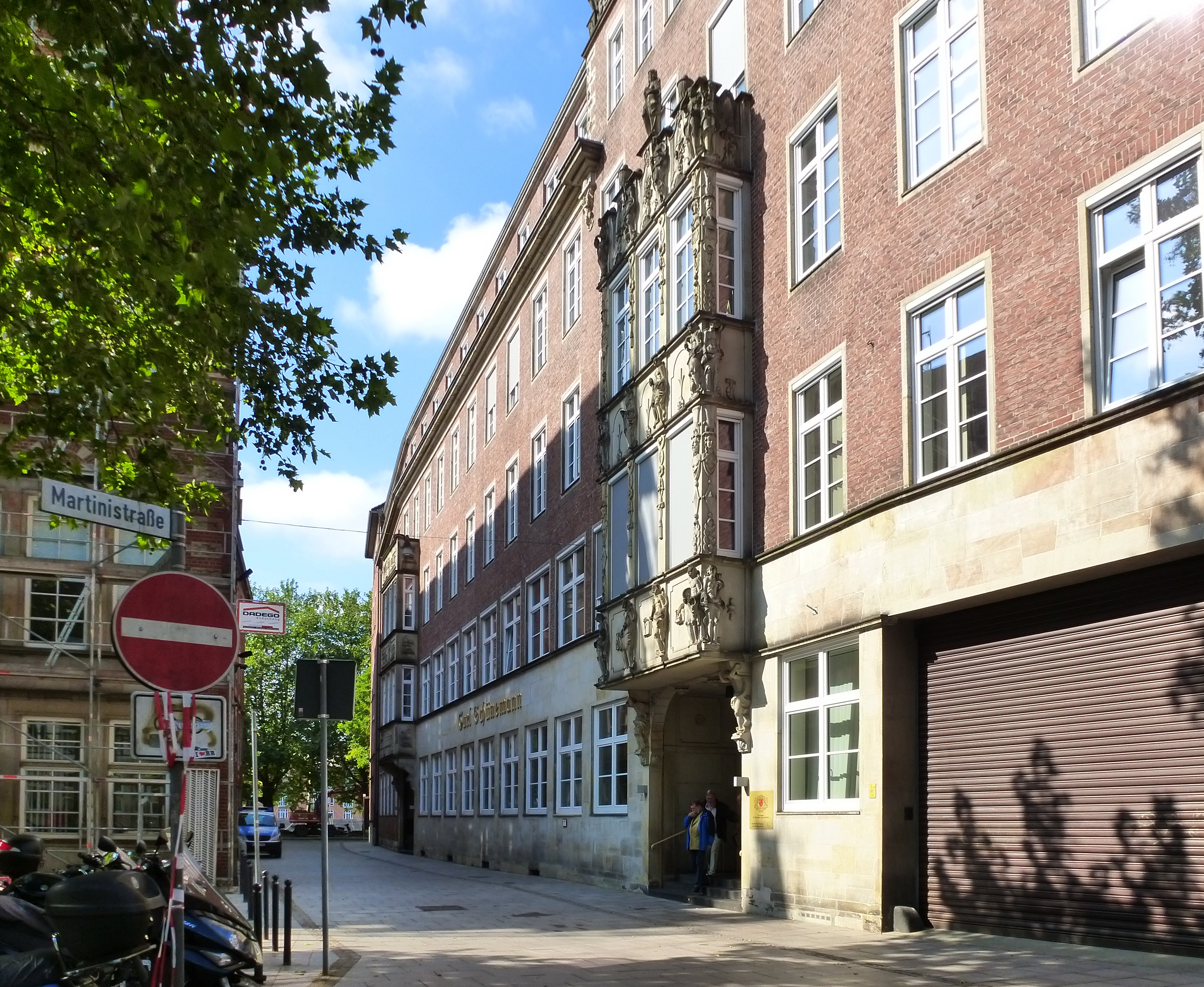
Das Schünemannhaus

Das Schünemannhaus (auch Schünemann-Haus) in  Bremen - Mitte, Schlachte 10/11, ist der  Unternehmenssitz des Schünemann Verlages.

Das Gebäude steht im Ensemble Schlachte seit 1973 unter Bremischen Denkmalschutz.

## Geschichte
Der Carl Schünemann Verlag wurde 1810 mit der Adresse Zweite Schlachtpforte 7 gegründet. Der Betrieb erweiterte sich in der Zweiten Schlachtpforte um die Häuser Nr. 5 und Nr. 9, dann 1905 die Nr. 6 das Barockhaus und 1908 die Nr. 8. Von 1925 bis 1927 wurde ein Neubau nach Plänen von Carl Rotermund (Bremen) errichtet und 1952 umgebaut, welches die gesamte Westseite der Straße einnimmt. Stilistisch wurde das Kontorhaus vom Landesamt für Denkmalpflege Bremen als konservativ der 1920er Jahre eingeordnet.